# Округ Мендосино (Калифорнија)
Мендосино (енгл. Mendocino County) је округ у америчкој савезној држави Калифорнија.

## Демографија
По попису из 2010. године број становника је 87.841, што је 1.576 (1,8%) становника више него 2000. године.
| Група             | 2000.          | 2010.          |
| Белци             | 64.581 (74,9%) | 60.249 (68,6%) |
| Афроамериканци    | 536 (0,6%)     | 622 (0,7%)     |
| Азијати           | 1.038 (1,2%)   | 1.450 (1,7%)   |
| Хиспаноамериканци | 14.213 (16,5%) | 19.505 (22,2%) |
| Укупно            | 86.265         | 87.841         |